# Dassault Rafale
Dassault Rafale – dwusilnikowy wielozadaniowy samolot myśliwski ze skrzydłami typu delta, w układzie tzw. kaczki, produkowany od lat 90. XX wieku przez francuską firmę Dassault Aviation. Rafale jest przez producenta określany jako omni rôle, czyli nadający się do wszystkich zadań, nie tak jak myśliwce wielozadaniowe, które mają rolę pierwszoplanową (myśliwca) i drugoplanową (zazwyczaj bombowca, samolotu wsparcia itp.). Dassault używa określenia omni rôle do zaakcentowania zdolności samolotu do przestawienia się z jednej roli na inną podczas wykonywania zadania. Pierwszym samolotem o takich własnościach był amerykański F/A-18 Hornet. Jest klasyfikowany jako myśliwiec 4,5 generacji. Jest piątym najdroższym produkowanym myśliwcem na świecie z ceną 115 milionów dolarów za sztukę (2023).
Rafale jest produkowany w trzech wersjach, jako jedno- i dwumiejscowy samolot operujący z lotnisk na lądzie dla francuskich sił powietrznych Armée de l’air i jednomiejscowej bazującej na lotniskowcach francuskiej marynarki wojennej Aéronavale. W lotnictwie francuskim  Rafale zastąpiły samoloty SEPECAT Jaguar, Dassault Mirage F1 oraz zastąpią Dassault Mirage 2000, w marynarce zastąpiły Chance Vought F-8 Crusader i Dassault Super Étendard. We francuskich siłach zbrojnych służą również jako samoloty strategiczne do przenoszenia pocisków ASMP-A z głowicami atomowymi, zastępując bombowce strategiczne Dassault Mirage IV. Ponadto maszyna ta służy w siłach zbrojnych Chorwacji, Egiptu, Grecji, Indii i Kataru, zamówienia złożyły również Indonezja, Serbia i Zjednoczone Emiraty Arabskie.

## Historia
Pod koniec lat 70. XX wieku wiele państw zachodnioeuropejskich stanęło przed koniecznością wymiany przestarzałych samolotów bojowych, znacząco odbiegających parametrami od najnowszych konstrukcji amerykańskich F-15 i F-16 oraz radzieckich MiG-29 i Su-27. W związku z tym Francja, Niemcy zachodnie i Wielka Brytania zawarły w 1977 roku wstępne porozumienie co do programu europejskiego myśliwca wielozadaniowego ECF (European Combat Fighter), który miał na celu wspólne opracowanie maszyny odpowiadającej potrzebom sił zbrojnych wszystkich trzech krajów. Francja posiadała już wówczas własny nowoczesny myśliwiec Dassault Mirage 2000 i potrzebowała przede wszystkim samolotu myśliwsko-szturmowego, zdolnego do operowania z lotniskowców, dla zastąpienia samolotów Jaguar i Super Étendard. Niemcy również potrzebowały samolotu uderzeniowego, ale Wielka Brytania chciała cięższego myśliwskiego samolotu wielozadaniowego. W 1979 roku ze strony francuskiej firma Dassault-Breguet zawiązała wstępnie grupę przemysłową z brytyjskim BAe i niemieckim MBB, dla opracowania studium samolotu. Ze względu jednak na różne wymagania stawiane przez poszczególne państwa, projekt, przemianowany w 1980 roku na Europejski Samolot Bojowy (ECA – European Combat Aircraft), został zamknięty w maju 1981 roku. Między innymi, lotnictwo francuskie oczekiwało najlżejszego samolotu, o masie własnej 8,5 tony, a brytyjskie – o masie ponad cztery tony większej. W tym czasie już od 1978 roku Dassault-Breguet prowadził własne prace studyjne na zlecenie rządu francuskiego nad taktycznym samolotem bojowym (ACT – Avion de Combat Tactique). W 1981 roku jako najlepszy został wybrany układ dwusilnikowy, ze skrzydłem typu delta, przednim usterzeniem i pojedynczym statecznikiem. Od początku zakładano, że samolot będzie skonstruowany z zastosowaniem technik obniżonej wykrywalności i dużym udziałem materiałów kompozytowych.
W 1982 roku Wielka Brytania, Niemcy i Włochy rozpoczęły program budowy demonstratora nowego samolotu bojowego w ramach istniejącego już konsorcjum Panavia. W 1983 roku państwa te uruchomiły program Europejskiego Myśliwca Przyszłości (FEFA - Future European Fighter Aircraft), do którego przystąpiły także Francja i Hiszpania. Równolegle Francja jeszcze w kwietniu 1983 roku uruchomiła własny program rozwojowy demonstratora nowego samolotu ACX (Avion de Combat eXpérimental – eksperymentalny samolot bojowy), którego realizację powierzono firmie Dassault-Breguet, a większą część kosztów pokrywało państwo. Rząd francuski miał nadzieję, że jego propozycja okaże się lepsza od projektu Panavii i stanie się podstawą wspólnego samolotu. Wymagania pozostałych państw okazały się jednak nie do pogodzenia z francuskimi, przede wszystkim prowadząc do skonstruowania większego i droższego samolotu, z większą stacją radiolokacyjną. Reszta uczestniczących w programie państw opowiadała się za myśliwcem z drugorzędną rolą bombowca i samolotu szturmowego. W 1984 Francja po raz kolejny zażądała zaimplementowania możliwości operowania z pokładów lotniskowców, co znów doprowadziło do zamknięcia programu i utworzenia, już bez udziału Francji, kolejnego projektu Europejskiego Myśliwca (EFA – European Fighter Aircraft), który doprowadził do powstania Eurofightera Typhoona. W czerwcu 1986 roku pozostałe państwa utworzyły konsorcjum Eurofighter, a Francja tym samym oficjalnie wycofała się z projektu. W kwietniu 1987 roku francuskie firmy sektora zbrojeniowego zawiązały z kolei konsorcjum ACE International, próbując zainteresować udziałem w nim inne państwa NATO, lecz bez powodzenia.
W lutym 1985 roku ACX otrzymał nazwę Rafale (z fr. „podmuch”). Demonstrator Rafale A został zaprezentowany pod koniec 1985 roku i oblatany 4 lipca 1986 roku; miesiąc wcześniej, niż równocześnie konstruowany demonstrator technologii EAP, na bazie którego powstał Eurofighter. Pierwsza maszyna była napędzana amerykańskimi silnikami General Electric F404-GE-400 o ciągu 68,6 kN, takimi samymi jak w F/A-18 Hornet, ponieważ docelowe jednostki napędowe SNECMA M88 nie zostały ukończone na czas. Rafale A miał ostateczną konfigurację aerodynamiczną, ale był nieco większy od późniejszych prototypów (długość 15,8 m, rozpiętość 11,21 m, powierzchnia nośna 47 m²). Nie miał wyposażenia bojowego ani radiolokatora. Po pomyślnych testach, francuskie ministerstwo obrony w kwietniu 1988 roku zamówiło właściwy prototyp docelowej wersji myśliwskiej Rafale C, w którym między innym wdrożono rozwiązania obniżające skuteczną powierzchnię odbicia w celu utrudnienia wykrywalności. Podjęto też decyzję o wdrożeniu samolotu do produkcji.
Testy samolotu Rafale A były kontynuowane i obejmowały badania prototypowego silnika M88-1 oraz zdolności lądowania na lotniskowcach (lądowania pozorowane). Demonstrator Rafale A ostatecznie wycofano z użycia w 1994 roku. Podczas gdy porównywalny Eurofighter został oblatany w marcu 1994 roku, prototypy Rafale latały już od trzech lat.
Pierwsze zamówienia produkcyjne samolotów Rafale obejmowały trzy wersje:
- Rafale C (od Chasseur – myśliwiec) – jednomiejscowy myśliwiec dla Armée de l'Air
- Rafale B (od Biplace – dwumiejscowy) – dwumiejscowy myśliwiec dla Armée de l'Air
- Rafale M (od Marine – morski) – jednomiejscowy myśliwiec bazujący na lotniskowcach dla Aéronavale

Prototypowy Rafale C został oblatany 19 maja 1991 roku, a wkrótce po nim 12 grudnia pierwszy z dwóch prototypów Rafale M. 30 kwietnia 1993 roku oblatano wersję Rafale B, a 8 listopada tego roku drugi prototyp Rafale M (M02). Testy z katapultami startowymi (zamontowanymi na lądzie) przeprowadzono pomiędzy 13 lipca i 23 sierpnia 1992 roku w Stanach Zjednoczonych, a następnie przystąpiono do prób na pokładzie francuskiego lotniskowca „Foch”.
Początkowo dwumiejscowy Rafale B był używany jako samolot szkolno-treningowy, ale doświadczenia z wojny w Zatoce Perskiej i Kosowie dowiodły, że drugi członek załogi jest niezastąpiony w misjach rozpoznawczych i jako operator uzbrojenia podczas ataków na cele naziemne, dlatego też zamówiono więcej samolotów tej wersji, zastępując nimi niektóre egzemplarze Rafale C. Podobne decyzje zapadły również w dowództwie marynarki francuskiej, ale program wyposażenia okrętów w dwumiejscowe myśliwce został wkrótce wstrzymany.
Do 1999 roku, ze względu na sytuację polityczną i ekonomiczną kraju, nie było możliwe wdrożenie do produkcji wersji Rafale M, produkcja seryjna miała pierwotnie rozpocząć się około 1992 roku.
Planuje się dostarczenie francuskim siłom zbrojnym 286 samolotów Rafale (redukcja o osiem z 294, aby sfinansować opracowanie radaru z aktywnym skanowaniem fazowym), 228 dla sił powietrznych i 58 dla marynarki. W 2009 roku złożone zostało zamówienie na 60 samolotów, podnoszące oficjalne zamówienie do 180 maszyn (dostarczono 152). Priorytetowo zostały potraktowane dostawy dla marynarki, która musiała wymienić bardzo stare F-8E(FN) Crusader. Dostawy maszyn rozpoczęły się w 1999 roku, a pierwsza jednostka wyposażona w samoloty Rafale została utworzona 18 maja 2001 roku. W 2002 roku, jednostka ta została zaokrętowana na lotniskowiec „Charles de Gaulle” i uzyskała pełną zdolność operacyjną 25 czerwca 2004 roku.
Tempo produkcji w 2012 roku wynosiło zaledwie 11 samolotów rocznie, co przy braku zamówień eksportowych zapewniało opłacalność i ciągłość produkcji. Cały program (prace B+R i zakup 286 sztuk przez Francję) jest wyceniany na 40 mld euro. W 2015 przekazano zaledwie osiem Rafale, w tym trzy wyprodukowane dla Francji Rafale B dostarczono po drobnych modyfikacjach do Egiptu. Na 2016 zaplanowano dostarczenie sześciu samolotów dla Francji i trzech dla Egiptu. W 2015 i 2016 Francja uzyskała kontrakty eksportowe na łącznie 84 Rafale, co od 2018 roku pozwoli Dassault podwoić ich produkcję. W 2020 r. (w okresie pandemii) wyprodukowano 13 szt., a w 2021 r. 25 szt. W 2021 zabezpieczono także produkcję eksportową na dalsze 140 szt. (dla Emiratów, Egiptu, Grecji i Chorwacji).
W celu przetestowania zdolności lotnictwa francuskiego do misji ekspedycyjnych, para Rafale’i B wykonała 22 kwietnia 2014 roku przelot długości 10 godzin 35 minut na wyspę Reunion, z 5-krotnym tankowaniem w powietrzu.

### Użycie bojowe
Morskie i lądowe Rafale’e wzięły udział w bombardowaniu Libii w ramach Opération Harmattan w 2011 roku. W ciągu trzech pierwszych miesięcy operacji Rafale’e wylatały ponad 3800 godzin w 700 misjach, zrzuciły 182 bomby typu AASM, 116 serii GBU i 10 pocisków manewrujących SCALP EG.
Co najmniej cztery Rafale’e brały udział w nalotach na partyzantów w Mali w styczniu 2013. 9 października 2013 roku, producent samolotu poinformował, że 122 maszyny należące do francuskiego lotnictwa wylatały łącznie 100 000 godzin.
Drugim krajem, który użył tych myśliwców w walce, jest Egipt. Rafale’e egipskich sił powietrznych wzięły udział w nalocie odwetowym na islamistów na terenie Libii (zapewniały osłonę F-16 wykonującym uderzenie na cele naziemne).

## Opis konstrukcji
Producent samolotu Rafale twierdzi, że jest on w stanie lecieć z prędkością naddźwiękową bez użycia dopalaczy, określaną jako supercruise, w konfiguracji myśliwskiej z podwieszonymi czterema pociskami i centralnym zbiornikiem paliwa. SNECMA opracowuje zmodernizowany silnik M88-4E, który ma zapewnić większy ciąg i mniejsze zużycie paliwa.

## Wersje samolotuRafale
- Rafale A – demonstrator technologii oblatany w 1986 roku. Obecnie wycofany z użycia.
- Rafale B – dwumiejscowa wersja myśliwska dla Armée de l'Air. Dostawy od 2004 roku.
- Rafale C – jednomiejscowa wersja myśliwska dla Armée de l'Air. Dostawy od czerwca 2004 roku.
- Rafale M – bazująca na lotniskowcach wersja dla Aéronavale, która weszła do służby w 2002 roku. Rafale M jest cięższy od Rafale C o około 500 kg. W odróżnieniu od innych maszyn przeznaczonych do działania z lotniskowców nie posiada składanych skrzydeł. Cecha ta nie została wprowadzona ze względu na unifikację skrzydeł wszystkich samolotów Rafale i związaną z tym oszczędność pieniędzy. Samolot zewnętrznie podobny do Rafale C różni się od niego:
  - Wzmocnioną konstrukcją, zdolną sprostać szczególnym warunkom użytkowania na lotniskowcach
  - Wzmocnionym podwoziem głównym
  - Dłuższą golenią podwozia dziobowego zapewniającą większy kąt natarcia maszyny podczas startu przy pomocy katapulty
  - Zlikwidowanym centralnym podkadłubowym węzłem podwieszeń w celu zapewnienia miejsca na dłuższą goleń podwozia dziobowego
  - Dużym hakiem systemu hamującego pomiędzy silnikami
  - Wbudowaną automatyczną drabinką dla pilota
  - Mikrofalowym systemem wspomagania lądowania na lotniskowcu
  - Inercyjnym systemem nawigacyjnym „Telemir” zdolnym do odbioru poprawek z systemów pokładowych lotniskowca.
- Rafale N – początkowo nazywany Rafale BM, był planowaną dwumiejscową wersją samolotu dla Aéronavale. Ze względu na cięcie budżetowe i przewidywane koszty szkolenia drugiego członka załogi zrezygnowano z budowy maszyn tego typu.

### Serie produkcyjne
- testowe: B301, B302, C101, M1 (4 sztuki)
- I transza F1: Rafale M M2-M10 (9 sztuk, dostawy od 1999)
- II transza F2:  7 Rafale C C102-C108, 25 Rafale B B303-B327, 16 Rafale M M11-M26  (48 sztuk, zamówione w 1999, dostawy 2004–2008)
- III transza F3: 36 Rafale C C109-C144, 11 Rafale B B328-B338, 12 Rafale M M27-M38 (59 sztuk, zamówione w 2004, dostawy 2008–2013)
- IV transza F3 04T: 25 Rafale C C145-169, 25 Rafale B B339-B363, 10 Rafale M M39-M48 (60 sztuk, zamówione w 2009, dostawy 2013–2019)

Z uwagi na zamówienia zagraniczne, nie cała IV transza została zrealizowana dla lotnictwa francuskiego, a ich dostawy zakończono w 2019 roku, po czym wznowiono w 2022 roku.

## Systemy uzbrojenia

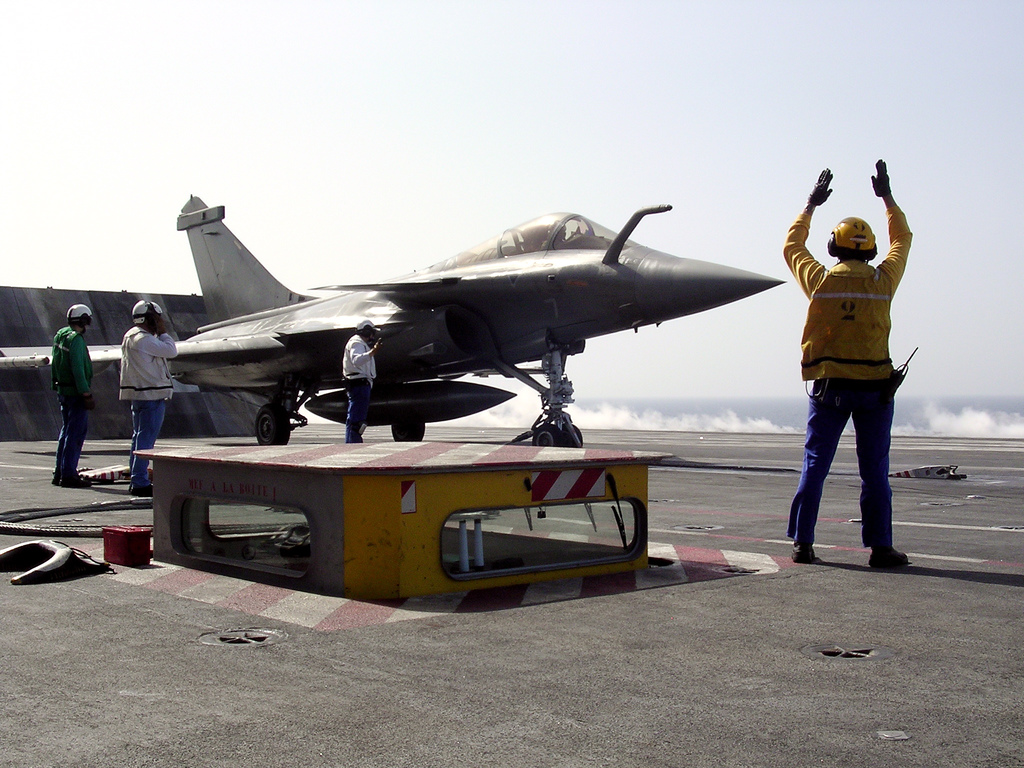
Rafale M na pokładzie lotniskowca Charles de Gaulle

Najważniejszym elementem wyposażenia elektronicznego jest zaawansowana stacja radiolokacyjna THALES RBE2 z fazowaną siecią antenową zdolna do jednoczesnego śledzenia 40 celów i naprowadzania rakiet na 8 z nich, zarówno na bliskich dystansach jak i poza zasięgiem widoczności, generowania trójwymiarowej mapy terenu, do lotów na małych wysokościach i map wysokiej rozdzielczości do nawigacji i naprowadzania na cel. Nowoczesna antena pozwala na wykonywanie zadań powietrze-powietrze i powietrze-ziemia równocześnie. Obecna wersja radaru z pasywnym skanowaniem (PESA) ma być zastąpiona zmodernizowaną wersją RBE2 AA z aktywnym elektronicznym skanowaniem fazowym (AESA). W 2011 rozpoczęto testowanie radaru w locie na przebudowanych w tym celu Mirage 2000 B501 i Mystère 20 104.
Samolot Rafale jest wyposażony w zintegrowany system przetrwania Thales SPECTRA, który według producenta przy pomocy specjalnego oprogramowania potrafi zakłócić radar przeciwnika w taki sposób, że symuluje niewidoczność maszyny (ang. active cancellation). Na dziobie maszyny na stałe zamontowano czujniki systemu obserwacji i śledzenia OSF (Optronique secteur frontal) z dalmierzem laserowym i optoelektroniczną kamerą od Thales do identyfikacji wizualnej celów powietrznych i powierzchniowych na dystansie do 6 km oraz głowicę IRST na podczerwień od Sagem o zasięgu wykrywania od 100 km. W skład  SPECTRA wchodzą też montowane na ogonie czujniki DDM-NG ostrzegającego przed pociskami na podczerwień.
System SPECTRA zapewnia wysoką przeżywalność maszyny na polu walki, pracująca w czasie rzeczywistym magistrala danych umożliwia przesyłanie informacji nie tylko do innych samolotów, ale także między stałymi i mobilnymi stanowiskami dowodzenia. Jeżeli cel misji tego wymaga, Rafale może przenosić laserowy wskaźnik celu DAMOCLES przystosowany do działania w nocy. Od 2010 roku używane są zasobniki rozpoznawcze AREOS Reco NG.

## Standardy wyposażenia
Pierwsza partia samolotów Rafale M była dostarczona w standardzie wyposażenia F1 (skrót od France 1). Rafale M w tym standardzie posiadał jedynie pociski do walki powietrznej bliskiego zasięgu i miał zastąpić przestarzałe maszyny F-8 Crusader w roli myśliwców pokładowych. F1 nie posiadał możliwości ataku na cele naziemne. Dostarczono w tej wersji 10 sztuk. Kolejne dostawy maszyn Rafale M były realizowane w standardzie F2 umożliwiającym działanie także przeciwko celom naziemnym. Samolot w tej wersji zastąpił starsze Dassault Super Étendard w roli samolotu szturmowego i Dassault Étendard IVP w roli maszyny rozpoznawczej. Wersja F2 weszła do służby operacyjnej w 2007 roku. Dla lotnictwa marynarki dostarczono ich 16.
Pierwsze samoloty Rafale C dostarczone Armée de l'Air były maszynami standardu F2. Od końca 2009 roku zaczęto dostarczać samoloty seryjne wersji F3, różniące się wykorzystaniem większej liczby urządzeń cyfrowych. Od 2008 roku wszystkie Rafale F2 objął program modernizacji do standardu wielozadaniowego F3, wyposażonych w radar trójwymiarowego odwzorowania terenu i możliwość przenoszenia broni nuklearnej ASMP-A. F3 zintegrowano z nowymi typami uzbrojenia: precyzyjną amunicją naprowadzaną laserowo AASM, pociskami manewrującymi SCALP EG, pociskami przeciwokrętowymi AM39 Exocet.  Od 2014 roku rozpoczęto także modernizację najstarszych samolotów F1 do standardu F3.
W 2011 roku agencja zamówień wojskowych DGA podała specyfikację pakietu modernizacyjnego F3 04T, obejmującego 60 samolotów IV transzy produkcyjnej. Samoloty F3.3 od 2013 były dostarczane z radarem AESA RBE2 AA, pasywnym systemem samoobrony DDM-NG, zmodernizowanym wyposażeniem optoelektonicznym OSF-IT, silnikiem M88-2-E4 z dłuższą żywotnością i o 4% mniejszym spalaniem (na eksport zaproponowano wersję z maks. ciągiem na silnik zwiększonym do 9 ton, zamiast obecnych 8,5 tony) oraz zintegrowane z ulepszonym zasobnikiem celowniczym Damocles-XF. Pierwszy Rafale F3 (C137) z radarem AESA RBE2 AA i DDM-NG dostarczono 2 października 2012 roku do testowania i kwalifikacji. 31 października 2018 roku zakończono kwalifikację wersji F3-R, przenoszącej pociski powietrze-powietrze dalekiego zasięgu Meteor oraz m.in. zasobniki celowniczo-nawigacyjne nowej generacji TALIOS, rozpoznawcze AREOS lub do tankowania w locie NARANG. Od grudnia prowadzono ich próby operacyjne w jednostkach. Zmodernizowane miały być 144 szt. Do 2022 roku do standardu F3-R doprowadzono wszystkie samoloty francuskiego lotnictwa. W 2017 rozpoczęto pracę nad wersją F4, planowaną do wdrożenia w 2025 roku. W marcu 2023 roku ukończono pierwszy samolot zmodernizowany do przejściowego standardu F4.1, a finalnym wariantem ma być F4.2. Łącznie samolot występował w kilkunastu wersjach wyposażenia, w tym F1 (2001), F2.1 (2005), F2.2 (2006), F3.0 (2008), F3.1 (2009), F3.2 (2010), F3.3 (2012), F3.3' (2013), F3.4+ (2014), F3R (2018).

## Użytkownicy

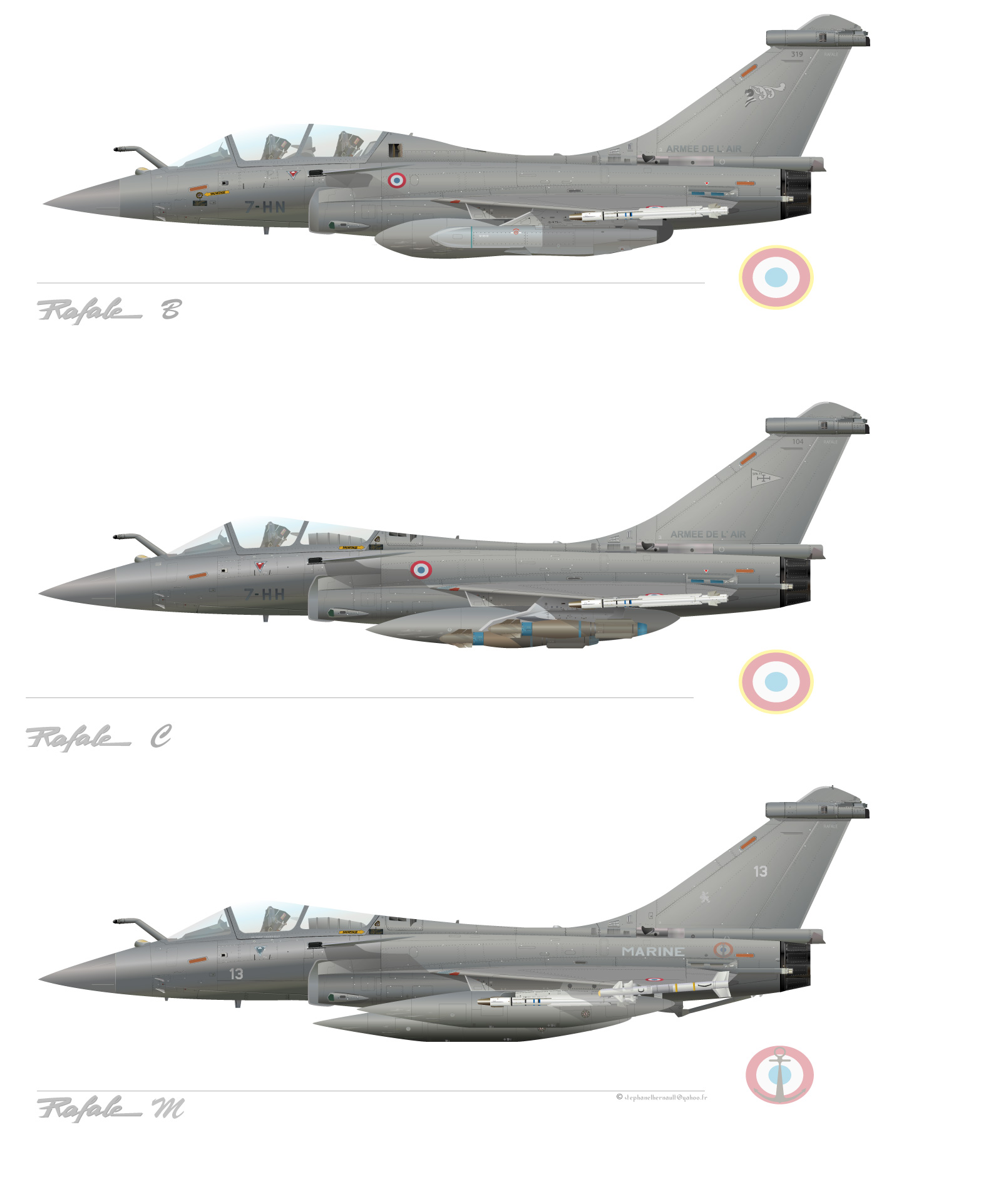
Samoloty Rafale

Samoloty Rafale są na wyposażeniu sił zbrojnych Francji i Egiptu.
 FrancjaZaplanowano 286 (228 B/C i 58 M), zamówiono 180 (63 B, 69 C, 48 M), dostarczono 148
- Armée de l’air (dostarczono 54 B i 48 C)[38]:
  - 51 Rafale B (dostarczono: 2 testowe, 25 F3(dawne F2), 27 F3; 1 utracono)
  - 47 Rafale C, (dostarczono: 1 testowy, 7 F3(dawne F2), 40 F3)
- Marine nationale (dostarczono 46 M):
  - 42 Rafale M (dostarczono: 1 testowy, 9 F1, 16 F3(dawne F2), 20 F3; 3 utracono)

9 Rafale M F1 wycofano do czasu przebudowania do F3, do 2016 przebudowano 6.
 EgiptZamówiono 54, dostarczono 6 Rafale’i DM (dwumiejscowe) i 8 Rafale’i EM
- Egipskie Siły Powietrzne

 Indie
- Indyjskie Siły Powietrzne: 36[41]
  - 28 Rafale C
  - 8 Rafale B (dwumiejscowe)

- Indyjska Marynarka Wojenna: zamówiono 26 (w wersji Rafale M - myśliwce pokładowe dla lotniskowców)[42]

 Katar
Zamówiono 36, dostarczono 5
 Grecja
W 2021 zamówiono 18 (w tym 12 z zasobów lotnictwa francuskiego w wersji F3R), z tego 6 dostarczono w styczniu 2022. W 2022 zamówiono kolejne 6. Mają wchodzić na uzbrojenie 332. Eskadry w bazie Tanagra.
 Indonezja
10 lutego 2022 roku Indonazja zawarła kontrakt na dostawę 42 samolotów, w tym 12 dwumiejscowych, o wartości wraz z uzbrojeniem i pakietem szkoleniowym 8,1 mld. USD. Z tego, umowa przewidywała dostarczenie 6 samolotów do lutego 2025 roku, a pozostałe 36 stanowiło opcję.

## Eksport

### Egipt
16 lutego 2015 roku Egipt podpisał porozumienie o nabyciu 24 maszyn, 16 w wersji dwumiejscowej i 8 w wersji jednomiejscowej. Pierwsze trzy samoloty przyleciały do Egiptu 21 lipca 2015 roku. Samoloty pierwotnie przeznaczone były dla Francuskich Sił Powietrznych jednak Egiptowi zależało aby nowe maszyny uświetniły swoją obecnością uroczystości związane z otwarciem drugiej nitki kanału sueskiego, stąd wyjątkowo szybkie przysłanie pierwszych trzech samolotów. W styczniu 2016 roku do Egiptu trafiły kolejne trzy maszyny. W pakiecie z myśliwcami Egipt zakupił również fregatę typu FREMM.

### Indie
Pierwszym państwem, które zdecydowało się na zakupienie Rafale’i, były Indie, które wybrały francuskie myśliwce w przetargu MRCA na początku 2012 roku (oferta francuska rywalizowała z Eurofighterem Typhoonem, MiG-iem-35, F-16IN, F/A-18E/F i Gripenem NG). Według założeń przetargu zapotrzebowanie Indii wynosiło 126 myśliwców z opcją na 74 dodatkowe sztuki, z czego pierwsze 18 samolotów – wyposażenie eskadry – miał dostarczyć producent, a kolejne 108 maszyn miało zostać zmontowanych w indyjskich zakładach HAL w ramach transferu technologii.
Negocjacje w sprawie kontraktu przeciągnęły się i przez trzy lata nie doszło do porozumienia. Impas przełamano 10 kwietnia 2015 roku, a premier Indii Narendra Modi ogłosił podczas wizyty w Paryżu zamówienie trzydziestu sześciu kompletnych myśliwców Rafale. W maju potwierdzono, że wysoka cena samolotów zmusiła kraj do zakupu we Francji tylko 36 samolotów, czyli wyposażenia dwóch eskadr, bez uruchamiania produkcji w kraju. Umowę wartą 7,87 mld euro podpisano ostatecznie 23 września 2016. W tym koszt samych samolotów to 3,42 mld euro, a pozostałe koszty to m.in. koszty zintegrowania francuskiego systemu z wymaganiami indyjskimi oraz europejskie uzbrojenie. 29 lipca 2020 roku, do indyjskiej bazy lotniczej Ambala dotarło pierwsze pięć z zakupionych samolotów. Trzy jednomiejscowe maszyn w wersji EH oraz dwie, dwumiejscowe w wersji DH, dotarły do Indii cztery miesiące przed zaplanowanym terminem. Powodem była napięta sytuacja na granicy pakistańsko-indyjskiej, w wyniku której Indie, poprosiły producenta o przyśpieszenie dostaw. Rafale dotarły do Indii lotem. Wystartowały 27 lipca z Mérignac we Francji, dokonując międzylądowania w Al Dhafra w Zjednoczonych Emiratach Arabskich, po dwóch dniach dotarły do Indii. Równolegle Indie poprosiły Francję o przekazanie rakiet MBDA MICA, Meteor i bomb kierowanych Hammer.

### Katar
4 maja 2015 roku w Dosze podpisano umowę pomiędzy Katarem a francuskim producentem na zakup 24 samolotów Rafale. 18 maszyn jednomiejscowych oraz sześciu dwumiejscowych. Obok samych samolotów, umowa zakupu objęła pakiet uzbrojenia, w którego skład weszły pociski manewrujące Black Shaheen, rakiety powietrze-powietrze MICA i Meteor oraz bomby kierowane. Francuzi zobowiązali się również do przeszkolenia katarskiego personelu latającego i obsługi naziemnej. Kontrakt zawierał opcję na zakup kolejnego tuzina samolotów. Rafale zastąpiły trzynaście Mirage 2000-5 oraz sześć szkolnych Alpha Jet. Myśliwce mają być dostarczane od połowy 2018 roku w liczbie jedenastu rocznie.

### Grecja
Zakup nowych samolotów, które zdaniem Grecji pozwoliłby na uzyskanie przewagi technicznej w lotnictwie nad Turcją, tradycyjnym konkurentem w basenie morza egejskiego, został oficjalnie ogłoszony 12 września 2020 roku przez greckiego premiera. 25 stycznia 2021 roku podpisano umowę, na mocy której Grecja zakupiła 18 samolotów Rafale w standardzie F3R. Dwanaście z nich było samolotami używanymi a cztery fabrycznie nowymi. Czternaście z nich jest samolotami dwumiejscowymi a cztery jednomiejscowymi. Pierwsza z zakupionych maszyn, została uroczyście przekazana Greckim Siłom Powietrznym 21 lipca 2021 roku. Uroczystość odbyła się na terenie Centrum Prób w Locie koncernu Dassault w Istres we Francji i uczestniczył w niej grecki minister obrony narodowej Nikolaos Panajotopulos. Pierwsze sześć z zamówionych samolotów pochodzi z zasobów francuskich sił powietrznych. Samoloty mają pozostać na miejscu we Francji i posłużyć do szkolenia greckiego personelu latającego i obsługi technicznej. 11 września 2021 roku Grecy ogłosili zamówienie dodatkowych 6 Rafale, co zwiększa łączną liczbę zamówionych do 24 sztuk. Pierwsza szóstka z zakupionych maszyn dotarła do Grecji 19 stycznia 2022 roku. Dwa dwumiejscowe Rafale DG i cztery jednomiejscowe Rafale EG wylądowały w Tanagrze. Przed lądowaniem, załogi w szyku przeleciały nad ateńskim Akropolem. Wszystkie myśliwce były wcześniej używane w lotnictwie Francji. Obok samolotów Grecja zakupiła pakiet uzbrojenia. W jego skład weszły przeciwokrętowe pociski Exocet, manewrujące SCALP-EG, powietrze-powietrze Meteor, kierowane bomby AASM Hammer. Obok nowego uzbrojenia, greckie Rafale przystosowane są do używania już posiadanych przez greckie siły powietrzne systemy uzbrojenia. Między innymi są to pociski MICA, bomby GBU-10, GBU-12, GBU-16 i GBU-24. Dodatkowym wyposażeniem są zasobniki optoelektroniczne Talios (Targeting Long-range Identification Optronic System). Greckie Rafale weszły w skład 332. Dywizjonu będącego częścią 114. Skrzydła Myśliwskiego. Piloci jednostki mają doświadczenie w eksploatacji samolotów Dassault, operując wcześniej na Dassault Mirage F1 i Dassault Mirage 2000.

### Chorwacja
Rząd chorwacki decyzję o zakupie 12 używanych francuskich samolotów wielozadaniowych Rafale F3-R ogłosił 28 maja 2021 roku. Kontrakt obejmu 10 samolotów jednomiejscowych i dwa dwumiejscowe. Kontrakt zakupowy został podpisany 25 listopada 2021 roku. Pierwszy Rafale został przekazany Chorwatom 2 października 2023 roku we francuskiej bazie lotniczej Mont-de-Marsan. Zakończenie dostaw zaplanowane jest na 2025 rok.

### Zjednoczone Emiraty Arabskie
3 grudnia 2021 roku koncern Dassault Aviation poinformował, że Zjednoczone Emiraty Arabskie podpisały umowę w sprawie zakupu 80 wielozadaniowych samolotów bojowych Dassault Rafale F4. Myśliwce mają zostać dostarczone w 2027 roku.

### Potencjalni odbiorcy
W grupie zainteresowanych klientów są państwa arabskie: Zjednoczone Emiraty Arabskie (które rozważają Rafale’a jako następcę Mirage’ów 2000-9) i Kuwejt (dla zastąpienia F/A-18C/D). Koncern Dassault chce również sprzedać kolejną partię myśliwców Indiom z przeznaczeniem dla tamtejszej marynarki wojennej. Pojawiły się także doniesienia o zainteresowaniu zakupem ze strony Ukrainy.

### Przegrane zamówienia
W 1999 roku firma Dassault przystąpiła do przetargu F-X na myśliwiec dla Sił Powietrznych Korei Południowej, ale przegrała z firmą Boeing oferującą samolot F-15K. Taki sam los spotkał przetarg na myśliwiec dla lotnictwa Singapuru, które również wybrało amerykańska maszynę w odmianie F-15SG.
Algieria rozważała zakup Rafale’i, ale tym razem zaważyły zbyt wysokie koszty maszyny. Ostatecznie do Algierii trafiły Su-30. Oman był zainteresowany 12–18 Rafale’ami dla zastąpienia Jaguarów, ale zdecydował się na zakup łącznie 24 F-16 i 12 Eurofighterów Typhoonów. Także Maroko, dotychczas używające Mirage F1, zamiast Rafale zamówiło 24 F-16. W Szwajcarii przetarg na 22 samoloty dla zastąpienia Northrop F-5E/F Tiger II Rafale przegrał ze szwedzkim Saab JAS-39E/F Gripen, chociaż kraj ten odrzucił zakup w referendum. Brazylia poszukiwała nowego samolotu bojowego od 2001 roku. 18 grudnia 2013 roku Brazylia wybrała najtańszą ofertę Saaba. Brazylijski przetarg dotyczył 36 samolotów, trzecim kandydatem był F/A-18E/F Super Hornet.